# Iona-Nationalpark
Der Iona Nationalpark (auch Yona Nationalpark, port.: Parque Nacional de lona) ist ein Nationalpark in Angola. Er erstreckt sich über einen Großteil der Fläche der Gemeinde Iona und ist Teil des grenzüberschreitenden Parks Iona-Skelettküste auf den Territorien Angolas und Namibias. Der Iona Nationalpark ist mit 15.150 km² der drittgrößte der neun Nationalparks in Angola, nach dem Mavinga-Nationalpark und dem Luengue-Luiana-Nationalpark.

## Geographie

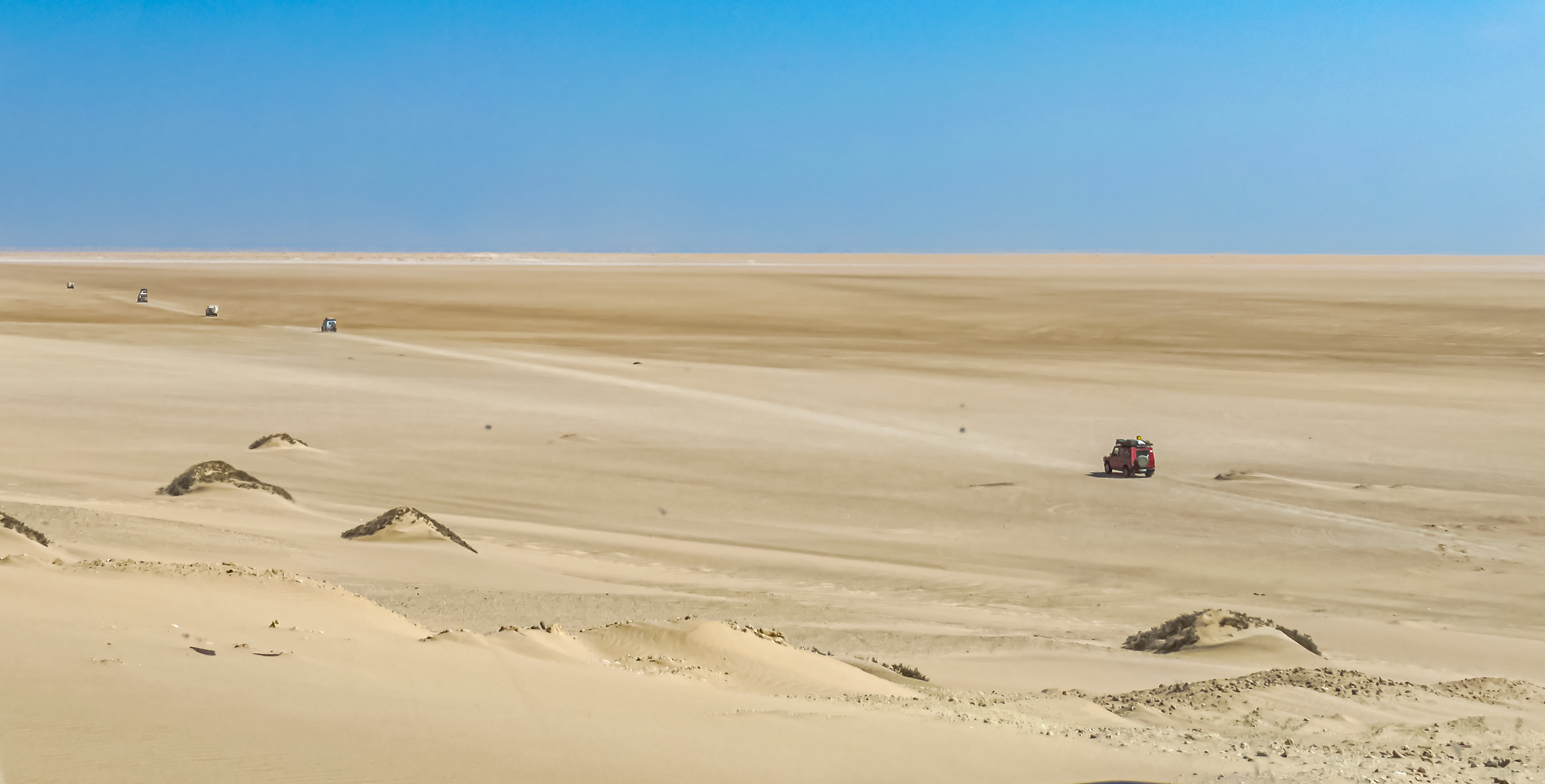
Dünenlandschaft

Der Nationalpark ist durch seine verschiedenen Savannenlandschaften und zum Atlantik hin durch seine Dünenlandschaft gekennzeichnet, mit den hier häufig anzutreffenden, bis zu 1000 Jahre alten Welwitschien. Zu den Säugetieren im Park zählen u. a. Bärenpavian, Bergzebra, Elefant, Erdwolf, Gepard, Giraffe, Großer Kudu, Hyäne, Impalas, Leopard, Löwe, Oryxantilope, Schabrackenhyäne, Schabrackenschakal, Spießbock, Springbock, Spitzmaulnashorn, Steinböckchen und Südliche Grünmeerkatze. Auch das Nationaltier Angolas, die Palanca Negra Gigante, galt hier als heimisch, ist jedoch vermutlich hier bereits ausgestorben.
Wie alle Nationalparks in Angola untersteht auch der Iona-Nationalpark der Direcção Nacional de Gestão do Ambiente (dt. etwa „Nationale Verwaltungsdirektion für Umweltfragen“), einer Abteilung innerhalb des Umweltministeriums (Ministério do Ambiente).

## Geschichte

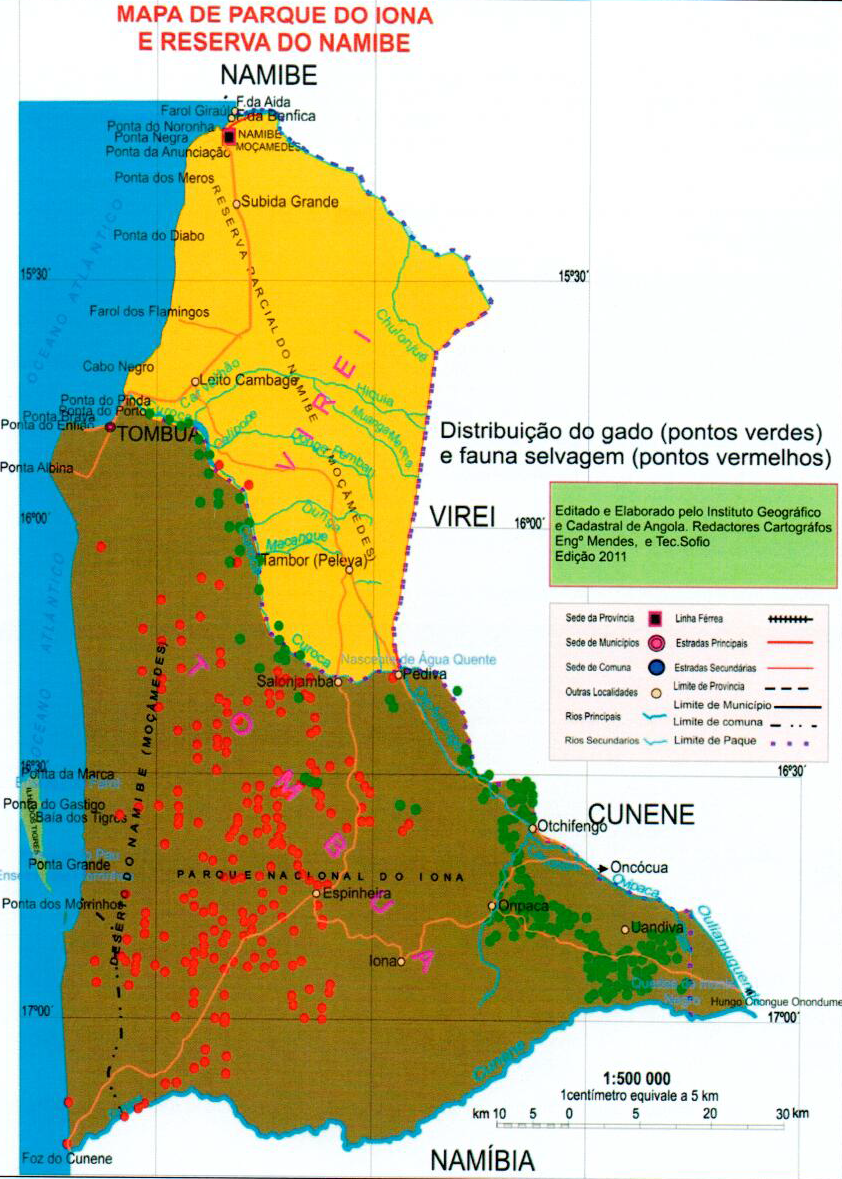
UN-Karte des Nationalparks (port.)

Der Iona Nationalpark wurde von der Portugiesischen Kolonialverwaltung am 2. Oktober 1937 als geschützter Jagdbezirk (port.: Reserva de caça) gegründet und ist seit dem 26. Dezember 1964 als Nationalpark klassifiziert.
Im Verlauf des angolanischen Bürgerkriegs (1975–2002) wurde das Management im Park stark vernachlässigt. Seit dem Friedensschluss 2002 und den folgenden Wiederaufbauprogrammen der Regierung sind Naturschutz und damit auch die Nationalparks laut der staatlichen angolanischen Nachrichtenagentur wieder im Fokus der Verantwortlichen.
Im Herbst 2013 wurde das Personal und die Ausstattung des Parks deutlich erhöht, dazu wurden Weiterbildungsmaßnahmen in Kooperation mit Südafrika vereinbart. Die technische Ausrüstung des Personals mit Fahrzeugen und Kommunikationsmitteln verbessert. Damit soll auch der Kampf gegen Wilderer deutlich wirkungsvoller werden. Parallel wurde ein 10,5 Mio. US-Dollar umfassendes und auf sechs Jahre angelegtes Programm zur Erneuerung von Anlagen und Zäune des Parks und zur Verbesserung seiner Verwaltung und Datenverarbeitung beschlossen, finanziert durch die Regierung Angolas, die Europäische Union, und dem Entwicklungsprogramm der Vereinten Nationen. In der Folge sollen auch die bereits seit 2001 bestehenden touristischen Angebote des Parks an Bedeutung gewinnen. Im Juli 2023 wurden im Park 14 Süd-Giraffen aus Namibia erneut angesiedelt. Diese Tierart war seit Jahrzehnten in Angola ausgestorben.